# Shelby County, Illinois
Shelby County är ett administrativt område i delstaten Illinois, USA, med 22 363 invånare. Den administrativa huvudorten (county seat) är  Shelbyville.

## Geografi
Enligt United States Census Bureau har countyt en total area på 1 989 km². 1 964 km² av den arean är land och 25 km² är vatten.

### Angränsande countyn
- Macon County, Illinois - nord
- Moultrie County, Illinois - nordost
- Coles County, Illinois - öster
- Cumberland County, Illinois - öster
- Effingham County, Illinois - söder
- Fayette County, Illinois - söder
- Montgomery County, Illinois - sydväst
- Christian County, Illinois - väst